# 호세 마리아 예르모
호세 마리아 예르모 솔라에기(스페인어: José María Yermo Solaegui; 1903년 6월 21일, 바스크 주 라스 아레나스 ~ 바스크 주 빌바오)는 스페인의 스포츠인으로, 1920년대와 1930년대에 축구, 사이클링, 그리고 육상 선수로 활동했다. 그는 게초 출신이다.
그는 육상 선수로서 가장 먼저 이름을 알렸는데, 그는 1923년 스페인 전국 육상 대회에서 멀리뛰기와 세단뛰기에서 국내 신기록을 세웠다. 1924년 대회에서는 삼단뛰기와 110미터 허들에서 은메달을 땄고, 멀리뛰기와 높이뛰기에서 동메달을 획득했다. 1925년 대회에서는 높이 뛰기와 세단뛰기에서 은메달을 목에 걸었다. 축구에서는 아레나스 게초 선수로만 활약했는데, 그가 맡은 역할은 스트라이커였다.
그는 스페인 국가대표팀 경기에 5번 출전하였고, 1928년 하계 올림픽에 참가해 멕시코와의 1라운드 경기에서 3번 골망을 흔들어 스페인의 7-1 대승을 견인했다. 그는 아레나스 게초 소속으로 1925년과 1927년에 코파 델 레이 준우승을 거두기도 했다. 그는 1935년에 축구 활동에 마침표를 찍었다.
예르모는 사이클링 선수로서 세계 선수권 대회와 암스테르담에서 열린 1928년 하계 올림픽에 참가했다.